# Val-de-Marne
Val-de-Marne este un departament în centrul Franței, situat în regiunea Île-de-France - aglomerația urbană din jurul Parisului. Este numit după râul Marna care traversează departamentul. A fost format în urma reorganizării din 1968 prin împărțirea departamentului Seine. Împreună cu departamentele Seine-Saint-Denis și Hauts-de-Seine formează o centură în jurul Parisului, toate patru constituind una din cele mai dens locuite zone din Europa. 

## Localități selectate

### Prefectură
- Créteil

### Sub-prefecturi
- L'Haÿ-les-Roses
- Nogent-sur-Marne

### Alte orașe
- Alfortville
- Cachan
- Champigny-sur-Marne
- Charenton-le-Pont
- Chevilly-Larue
- Choisy-le-Roi
- Fontenay-sous-Bois
- Fresnes
- Ivry-sur-Seine
- Le Kremlin-Bicêtre
- Le Perreux-sur-Marne
- Maisons-Alfort
- Orly
- Rungis
- Saint-Maur-des-Fossés
- Sucy-en-Brie
- Thiais
- Villejuif
- Villeneuve-Saint-Georges
- Villiers-sur-Marne
- Vincennes
- Vitry-sur-Seine

## Diviziuni administrative
- 3 arondismente;
- 49 cantoane;
- 47 comune;